# Field Museum of Natural History
Field Museum of Natural History, ofta förkortat FMNH eller The Field Museum) är ett naturhistoriskt museum i Chicago i Illinois i USA. Museet är känt för det fossila tyrannosaurusskelettet Sue.
Museet grundlade sina samlingar på föremål som ställdes ut under världsutställningen i Chicago 1893, World's Columbian Exposition. Det har fått sitt namn av varuhusmagnaten Marshall Field, som var den största bidragsgivaren inför öppnandet.